# Scotopteryx costovata
Scotopteryx costovata là một loài bướm đêm trong họ Geometridae.